# Stanisław Hać
Stanisław Antoni Hać (ur. 1969) – polski chirurg, doktor habilitowany nauk medycznych.

## Życiorys
W 1994 r. ukończył studia lekarskie w Akademii Medycznej w Gdańsku, w 2002 r. obronił pracę doktorską pt. Wpływ przeciwciała monoklonalnego MoAb CD 11b oraz lipopolisacharydu Escherichia coli na wczesną odpowiedź zapalną w doświadczalnym ostrym zapaleniu trzustki, której promotorem był prof. Marek Dobosz, w 2012 r. habilitował się na podstawie pracy zatytułowanej Rola morfologii trzustki w zespoleniu trzustki z przewodem pokarmowym po pankreatoduodenektomii.
Został pracownikiem naukowym na Gdańskim Uniwersytecie Medycznym, oraz należy do Rady Dyscypliny Naukowej – Nauk Medycznych GUMed.